# Cao Minh, Tràng Định
Cao Minh là một xã thuộc huyện Tràng Định, tỉnh Lạng Sơn, Việt Nam.
Xã Cao Minh có diện tích 30,67 km², dân số năm 1999 là 1.045 người, mật độ dân số đạt 34 người/km².
Theo thống kê năm 2019, xã Cao Minh có diện tích 30,67 km², dân số là 592 người, mật độ dân số đạt 19 người/km².